# Municipio de Clay (Carolina del Norte)
El municipio de Clay (en inglés: Clay Township) es un municipio ubicado en el  condado de Guilford en el estado estadounidense de Carolina del Norte. En el año 2010 tenía una población de 7.457 habitantes.

## Geografía
El municipio de Clay se encuentra ubicado en las coordenadas 35°59′1.49″N 79°40′23.09″O / 35.9837472, -79.6730806.